# Strophalingias allactica
Strophalingias allactica är en fjärilsart som beskrevs av Edward Meyrick 1931. Strophalingias allactica ingår i släktet Strophalingias och familjen fransmalar. Inga underarter finns listade i Catalogue of Life.